# Nepiesta tricingulata
Nepiesta tricingulata är en stekelart som beskrevs av Horstmann 1973. Nepiesta tricingulata ingår i släktet Nepiesta och familjen brokparasitsteklar. Arten är reproducerande i Sverige. Inga underarter finns listade i Catalogue of Life.